# Лев Сансский
Лев (фр. Leon; умер в 541) — епископ Санса, святой (день памяти — 22 апреля).
Архиепископ Лев Сансский известен как один из участников Третьего Орлеанского собора 538 года. Человек большой святости, он был весьма почитаем.